# Kraftwerk (musikalbum)
Kraftwerk är den tyska gruppen Kraftwerks debutalbum som spelades in mellan juli och september 1970 och gavs ut av skivbolaget Philips i slutet av 1970.
Detta album som spelades in tillsammans med de båda trummisarna Andreas Hohmann och Klaus Dinger och producerades av Konrad Plank, är lite annorlunda än det Kraftwerk senare skulle komma att bli kända för. Albumet kan sägas luta mer åt progressiv rock eller krautrock som har blivit benämningen på den tyska experimentella musiken från denna tid, än åt deras kända synthsound. Det här var dock inte Ralf Hütters och Florian Schneiders första utgivna album. De hade tidigare gett ut albumet Tone Float under gruppnamnet Organisation. 
Omslaget pryds på båda sidor av en röd trafikkon med texten Kraftwerk skrivet tvärs över med ett typsnitt som ser ut att vara sprejat direkt på omslaget med hjälp av en mall. På insidan av konvolutet finns ett fotografi, taget av makarna Bernd och Hilla Becher, av en transformatorstation.
Efter den långa Autobahn-turnén 1975 har Kraftwerk aldrig spelat någon av låtarna från detta album på en konsert. Albumet har heller aldrig officiellt getts ut i någon nyutgåva på cd då Hütter och Schneider inte anser det vara riktigt Kraftwerk-material utan kallar denna era för arkeologisk. Dock finns den utgiven i stora kvantiteter som bootleg.

## Låtlista
Alla låtar är skrivna och komponerade av Ralf Hütter och Florian Schneider-Esleben. 
| 1. | Ruckzuck     | 7:47  |
| 2. | Stratovarius | 12:10 |

| 3. | Megaherz        | 9:30  |
| 4. | Vom Himmel hoch | 10:12 |

## Medverkande
- Ralf Hütter – orgel, tubon; omslagsdesign.
- Florian Schneider – flöjter, fiol, elektroniskt slagverk.
- Andreas Hohmann – trummor.
- Klaus Dinger – trummor.
- Konrad Plank – ljudtekniker och producent.
- Klaus Löhmer – assisterande ljudtekniker.

## Olika utgåvor
| Land           | Datum         | Etikett | Format  | Katalognr. |                                                            |
| Tyskland       | november 1970 | Philips | Vinyl   | 6305 058   | dubbelvikt omslag                                          |
| Tyskland       | 1970          | Philips | Vinyl   | 6305 058   | återutgivning, enkelt omslag                               |
| Storbritannien | 1972          | Vertigo | Vinyl   | 6441 077   | En dubbel-LP med Kraftwerks två första LP.                 |
| Frankrike      | 1973          | Philips | Vinyl   | 9118 002   | enkelt omslag                                              |
| Italien        | 197?          | Fontana | Vinyl   | 9286 875   | kompilation tillsammans med Ralf & Florian, enkelt omslag  |
| Japan          | 1979          | Philips | Vinyl   | BT 8101    | enkelt omslag med obi                                      |
| Spanien        | 1979          | Philips | Vinyl   | 6305 058   | dubbelvikt omslag, kopia av tyska originalet               |
| Spanien        | 1979          | Philips | Kassett | 71 05 248  |                                                            |
| Storbritannien | 1981          | Vertigo | Vinyl   | 6441 077   | återutgivning, enkelt omslag med Kraftwerks två första LP. |